# Rocafuerte (Guayaquil)

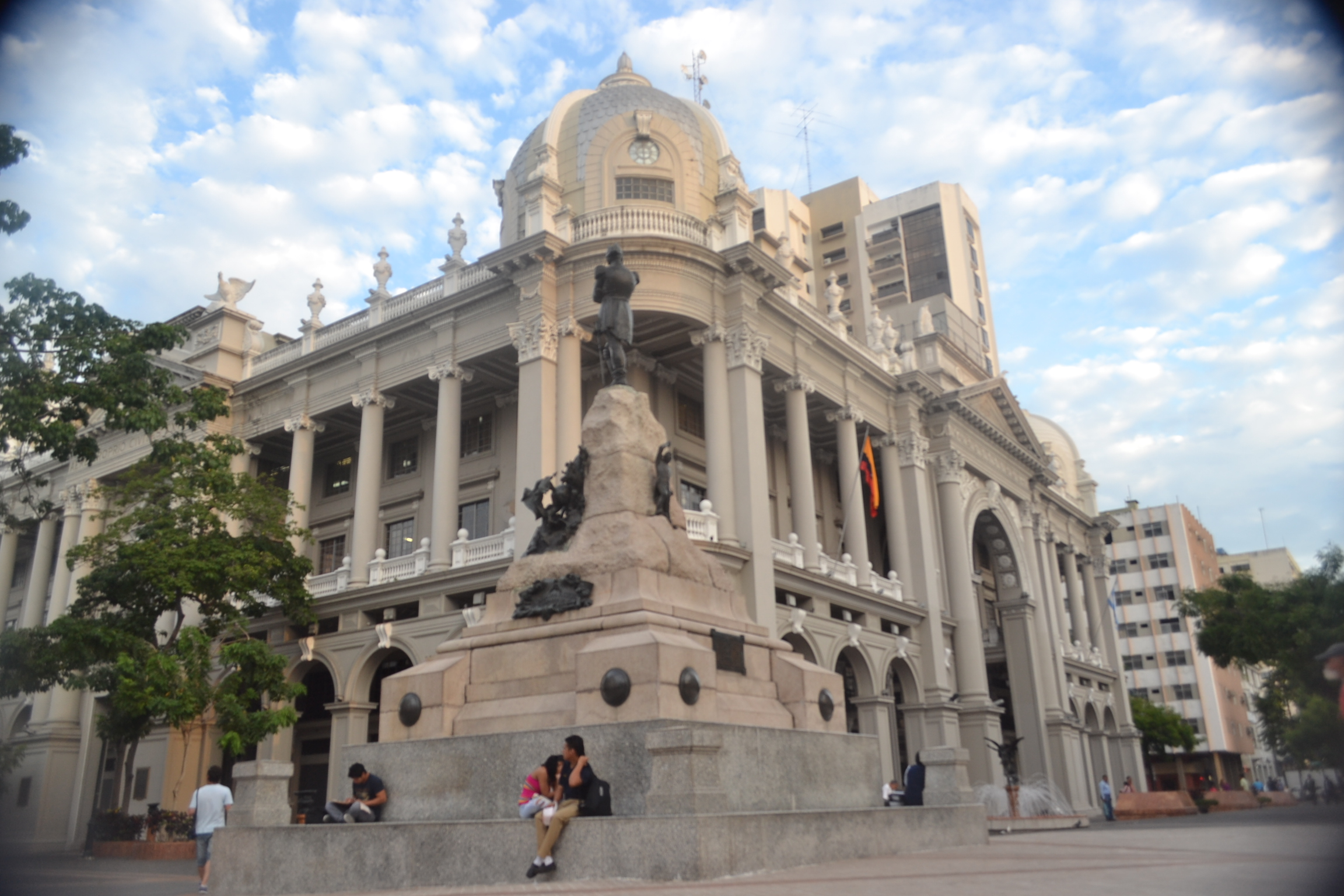
Rathaus von Guayaquil

Rocafuerte ist ein Stadtteil von Guayaquil und eine Parroquia urbana im Kanton Guayaquil der ecuadorianischen Provinz Guayas. Die Fläche beträgt etwa 71 ha. Die Einwohnerzahl lag 2010 bei 6100.

## Lage
Die Parroquia Rocafuerte liegt im Stadtzentrum von Guayaquil. Das am Westufer des Río Guayas gelegene rechtecksförmige Gebiet hat eine Längsausdehnung in WNW-OSO-Richtung von 1100 m sowie eine mittlere Breite von 650 m. Das Verwaltungsgebiet wird im Westen von der Avenida Quito begrenzt. Im Norden verläuft die Verwaltungsgrenze entlang der Avenida 9 de Octubre, im Süden verläuft die Grenze entlang der Avenida Cristobal Colón Fontanarrosa. Im Nordosten der Parroquia befindet sich die Flusspromenade Malecón 2000.
Die Parroquia Rocafuerte grenzt im Süden an die Parroquias Olmedo und Bolívar, im Westen an die Parroquia Nueve de Octubre sowie im Norden an die Parroquias Roca und Pedro Carbo.

## Sehenswertes
In dem Verwaltungsgebiet befinden sich die Parkanlagen Centenario, Seminario und Parque Victoria. Im Süden der Parroquia liegt die Torre del Reloj de Estilo Morisco. Ferner gibt es die Kirchen Iglesia de San Francisco und El Sagrario, den Mercado Central sowie das El Edificio Forum.

## Geschichte
Die Parroquia wurde nach dem Ex-Präsidenten Vicente Rocafuerte benannt.